# Ernest Akouassaga
Ernest Akouassaga (né le 16 septembre 1985 à Léconi) est un arrière latéral gauche de football, international gabonais.